# Iron Dawn
Iron Dawn — пятый мини-альбом шведской блэк-метал группы Marduk, который был записан в Endarker Studio в марте 2011 и выпущен в мае Regain Records на CD и виниле. На обложке альбома изображены немецкие средние танки Panzerkampfwagen V Panther.

## Список композиций
| №  | Название                             | Длительность |
| -- | ------------------------------------ | ------------ |
| 1. | «Warschau 2: Headhunter Halfmoon»    | 4:01         |
| 2. | «Wacht am Rhein: Drumbeats of Death» | 4:17         |
| 3. | «Prochorovka: Blood And Sunflowers»  | 4:45         |

## Состав
Marduk
- Mortuus — вокал;
- Morgan Steinmeyer Håkansson — гитара;
- Magnus «Devo» Andersson — бас-гитара, микширование;
- Lars Broddesson — ударные.